# Aleksandr Lebedev
Aleksandr Lebedev (n. 16 decembrie 1959, Moscova, RSFS Rusă, URSS) este un scriitor și om de afaceri miliardar rus, numit deseori în presă ca fiind parte din oligarhia rusă. Este proprietarul ziarului britanic The Independent și canalului de televiziune London Live. Anterior a fost proprietar al ziarului Evening Standard. Deține acțiuni la banca rusă NRB, la companii de asigurări, este unul dintre principalii acționari ai companiei aeriene Aeroflot. Împreună cu Mihail Gorbaciov deține 49% din ziarul rus de opoziție Novaia Gazeta, a cărei jurnalistă-vedetă Anna Politkovskaia a fost asasinată în octombrie 2006. Este Președinte al Consiliului de adminstrare al Corporației de Rezervă Națională.
Lebedev a fost agent KGB și deputat în Duma de Stat.
În anul 2006, averea lui Lebedev era estimată la 3,5 miliarde de dolari.

## Anii 1979—1992
- 1979—1991 — membru al Partidului Comunist al Uniunii Sovietice.
- 1982—1983 — a lucrat la Institutul de Economie Mondială a Sistemului Socialist, din cadrul Academiei de științe a URSS.
- 1983—1992 — a lucrat în cadrul Ministerului Afacerior Externe, a deținut diferite posturi diplomatice în ambasadele Rusiei, A activat în Direția de Informații, Direcția  Relații Economice Internaționale, în al 2-lea Departament European al Ministerului Afacerilor Externe, care se ocupa, în special, de prevenirea scurgerilor de capital în străinătate.
- 1987 год — a lucrat în amabasada sovietică din Marea Britanie.